# Trissolcus grandis
Trissolcus grandis är en stekelart som först beskrevs av Thomson 1860.  Trissolcus grandis ingår i släktet Trissolcus, och familjen gallmyggesteklar. Arten är reproducerande i Sverige.